# Partia Komunistów Republiki Mołdawii
Partia Komunistów Republiki Mołdawii (rum. Partidul Comuniștilor din Republica Moldova) – mołdawska komunistyczna partia polityczna. Liderem ugrupowania jest Vladimir Voronin.
PKRM należy do Europejskiej Partii Lewicy i do Związku Partii Komunistycznych – Komunistycznej Partii Związku Radzieckiego. Do wyborów parlamentarnych w 2009 roku Partia Komunistów pełniła w Mołdawii funkcję partii rządzącej. Vladimir Voronin pełnił funkcję prezydenta, Zinaida Greceanîi piastowała funkcję premiera, natomiast Marian Lupu był przewodniczącym parlamentu. Pod rządami komunistów dokonała się prywatyzacja sektora przemysłowego oraz wprowadzono wielopartyjny system wyborczy. W 2009 roku w partii doszło do rozłamu po tym gdy Marian Lupu dołączył do Demokratycznej Partii Mołdawii i został jej przewodniczącym.

## Program partii
Partia określa się jako ugrupowanie odwołujące się do tradycyjnych wartości leninizmu, a także socjalizmu demokratycznego. Partia jest definiowana różnie w zależności od źródeł. Pismo The Economist określa partię jako komunistyczną tylko z nazwy i zbliżoną w praktyce do centroprawicy. Vladimir Tismăneanu z kolei uważa, że partia nie zmieniła się pod względem ideowym w stosunku do swojego poprzednika, a więc Komunistycznej Partii Związku Radzieckiego i wciąż pozostaje wierna ortodoksyjnie marksistowsko-leninowskiej linii.

## Ostatnie wybory parlamentarne
Przed ostatnimi wyborami parlamentarnymi, które odbyły się w lipcu 2021 roku, partia postanowiła połączyć siły z Partią Socjalistów Republiki Mołdawii, aby ponownie wejść do parlamentu jako Blok Komunistów i Socjalistów. Partia zdobyła 10 z 101 miejsc w parlamencie, odzyskując w ten sposób obecność parlamentarną po 2019 roku.

## Poparcie
| Wybory | Poparcie | Zmiana punktów procentowych | Mandaty | Zmiana |
| ------ | -------- | --------------------------- | ------- | ------ |
| 1998   | 30,1%    | -                           | 40      | -      |
| 2001   | 50,07%   | 19,97                       | 71      | 31     |
| 2005   | 45,98%   | 4,09                        | 56      | 15     |
| 2009   | 49,48%   | 3,5                         | 60      | 4      |
| 2009   | 44,69%   | 4,79                        | 48      | 12     |
| 2010   | 39,29%   | 5,4                         | 42      | 6      |
| 2014   | 17,48%   | 21,81                       | 21      | 21     |
| 2019   | 3,75%    | 13,73                       | 0       | 21     |
| 2021   | 27,17%   | 23,42                       | 10      | 10     |